# Alois von Hornberger
Alois Hornberger, seit 1810 Ritter von Hornberger (* 7. April 1779 in Freinsheim; † 1. Februar 1845 in Würzburg) war ein bayerischer Oberst.

## Leben
Er war der Sohn des kurpfälzischen Zollbeamten Heinrich Hornberger und dessen Ehefrau Elisabeth, geborene Grosch. Deren Bruder Alois Grosch war kurfürstlicher Hofkutscher in München, zu dem der Junge mit 14 Jahren reiste, um Aufnahme in die dortige Militärakademie zu erwirken. Dies gelang am 2. Januar 1799, nachdem sich Kurfürst Karl Theodor persönlich von der Eignung Alois Hornbergers überzeugt hatte.
1804 verließ Hornberger die Schule, trat am 1. September 1805 als Freiwilliger in die Jägertruppe der Bayerischen Armee ein und nahm im Dezember des Jahres an der Schlacht bei Iglau teil. Am 22. September 1806 wurde Hornberger Unterleutnant bei der Artillerie und machte 1806/07 den Feldzug gegen Preußen mit. Ebenso focht er 1809 in den Schlachten von Abensberg und Eggmühl sowie am 5. August 1809 an der Sachsenklemme (auch Gefecht bei Oberau genannt). Für seine persönliche Tapferkeit in jenem Tiroler Gefecht erhielt er mit Datum vom 22. Oktober 1810 das Ritterkreuz des Militär-Max-Joseph-Ordens. Damit verbunden war die Erhebung in den persönlichen Adelsstand und er durfte sich nach der Eintragung in die Adelsmatrikel Ritter von Hornberger nennen. Am 25. März 1820 erfolgte zusätzlich die Immatrikulation bei der bayerischen Ritterklasse (Lit. H. Fol. 38. Act. Nr. 150).
Am 10. März 1811 erfolgte die Beförderung zum Oberleutnant sowie am 20. Januar 1814 zum Hauptmann der Artillerie. Hornberger nahm noch am Befreiungskrieg gegen Frankreich teil, wo er sich 1814 bei der Belagerung der Festung Hüningen auszeichnete. Danach verließ er den aktiven Militärdienst, da er sich im Tiroler Feldzug beide Arme gebrochen hatte und körperlich geschädigt blieb. 
Mit Datum vom 25. Juli 1815 versetzte man Hornberger zur Landwehr (Bürgermilitär III. Klasse) und er übernahm 1817 als Major das Kommando des Bataillons Ingolstadt. 1832 avancierte er zum Oberst und Chef des Landwehrregiments Würzburg, 1834 zum Landwehr-Distrikts-Inspektor des Untermainkreises. Gleichzeitig fungierte er zunächst als Salzbeamter in Ingolstadt, dann als Würzburger Ober-Salzbeamter.
Laut Todesanzeige starb Hornberger am 1. Februar 1845 infolge Lungenlähmung und wurde am 4. Februar des Jahres nach katholischem Ritus beigesetzt. Das Requiem fand in der Neumünsterkirche Würzburg statt.